# Oswald-von-Nell-Breuning-Schule Rottweil
Die Oswald-von-Nell-Breuning-Schule Rottweil (kurz: Nell-Breuning Schule oder NBS) ist eine berufliche Schule mit gymnasialer Oberstufe in Rottweil. Benannt wurde sie nach dem katholischen Sozialphilosophen Oswald von Nell-Breuning.

## Allgemeines
Die Oswald-von-Nell-Breuning-Schule Rottweil teilt sich das Schulgebäude mit der Erich-Hauser-Gewerbeschule. Beides sind jedoch eigenständige Schulen. Schulträger ist der Landkreis Rottweil.
Hervorgegangen ist die Schule aus dem Zusammenschluss der ehemaligen Hauswirtschaftlichen Schule und der Kaufmännischen Schule Rottweil.

## Schularten
Die Schule bietet eine Vielzahl von Bildungsgängen an.

### Kaufmännische und sozialpflegerische Berufe
Berufsschule für Auszubildende in folgenden Berufen:
- Medizinische Fachangestellte
- Bankkaufleute
- Finanzassistenten
- Industriekaufleute
- Kaufleute im Groß- und Außenhandel
- Bürokaufleute
- Verkäufer/in
- Kaufmann/-frau im Einzelhandel
- Verwaltungsfachangestellte
- Steuerfachangestellte

Berufsfachschule für sozialpädagogische Assistenz (früher Berufsfachschule für Kinderpflege)
Dreijährige praxisintegrierte Ausbildung zur Erzieherin/zum Erzieher (PIA)
Ausbildung zur Erzieherin/zum Erzieher in Teilzeitform (4 Jahre)
Zweijährige Berufsfachschule für sozialpädagogische Assistenz (praxisintegriert) – Direkteinstieg Kita

### Vollzeitschulen
Berufsvorbereitende Schulen:
- AVdual
- Kooperationsklassen mit Hauptschulen und Förderschulen

Zweijährige Berufsfachschule in den Profilen:
- Gesundheit und Pflege
- Hauswirtschaft und Ernährung
- Wirtschaft

Berufskolleg I und II im Profil Gesundheit und Pflege
Berufliche Gymnasien in den Profilen:
- Wirtschaftsgymnasium
- Biotechnologisches Gymnasium
- Sozialwissenschaftliches Gymnasium

## Leitbild
Das Leitbild der Schule steht unter dem Motto: „Kompetenzen erwerben – Chancen nutzen – Vielfalt leben“.

## Übungsfirma ReWo
Die zweijährige Berufsfachschule im Profil Wirtschaft betreibt eine Übungsfirma „ReWo GmbH – Reisen und Wohnen“, die im bundesweiten Übungsfirmenring organisiert ist.
Auf diese Weise lernen die Schüler handlungsorientiert und praxisnah die kaufmännischen Abläufe eines Handelsunternehmens.

## Verein der Freunde der Nell-Breuning Schule Rottweil e.V.
Der Freundeskreis der Schule unterstützt das alltägliche Schulleben unter anderem durch:
- Finanzielle Unterstützung von bedürftigen Schülern bei außerunterrichtlichen Veranstaltungen
- Mithilfe bei der Durchführung weiterer ergänzender Veranstaltungen, z. B. Infoabende, Vorträge und ähnlicher Öffentlichkeitsarbeit
- Angebot von Prüfungsvorbereitungen und Laborkursen
- Kontakt mit Eltern, Ausbildungsbetrieben und Ehemaligen

## Außerunterrichtliche Angebote
Neben dem unterrichtlichen Geschehen, werden folgende Aktivitäten angeboten:
- Schulchor
- Schulband
- Kletter-AG
- Kraftsport-AG
- Video-AG

## Schulpartnerschaften
Es bestehen Partnerschaften zur chinesischen „High School Affiliated to Shanghai University“ in Shanghai sowie zur Schule „Dulce Nombre de Jesús“ in Oviedo/Spanien und zum „Liceo Marie Curie“ in Garda/Italien.

## Bekannte Schüler und Lehrer
- Jürgen Knubben (* 1955), Bildhauer
- Maximiliane Rall (* 1993), deutsche Fußballspielerin